# Кайтсерфінг
Кайтбординг, кайтсерфінг (від англ. kite — «повітряний змій» і board — дошка, boarding — «катання на дошці») або кайтинг — вид спорту, основою якого є рух під дією сили тяги, що розвивається утримуваним і керованим спортсменом повітряним змієм (кайтом).
Спорт стає популярнішим з року в рік. В 2012 р. число кайтерів у світі оцінювалося МФВС і МАК у 1,5 мільйона чоловік.
За рахунок нововведень в конструкції повітряних зміїв, поліпшення систем управління та розвитку кайт-шкіл, інструкторів з кайтсерфінгу — значно підвищилася безпека спорту. Райдерам допомагає багато факторів, один з них — система відстрілу (quick release system), сучасна система відстрілу має два ступені, з'явилось відносно нещодавно, також з'явилось багато кайт шкіл, які мають IKO сертифікат, багато рятувальних постів та новітніх девайсів.

## В Україні
В Україні існує багато місць для кайтингу (кайт-спотів). Переважно вони знаходяться на узбережжі Чорного та Азовського моря, на озерах та водосховищах.
Найпопулярніші такі:
- Коблево
- Скадовськ
- Генічеськ

## Галерея

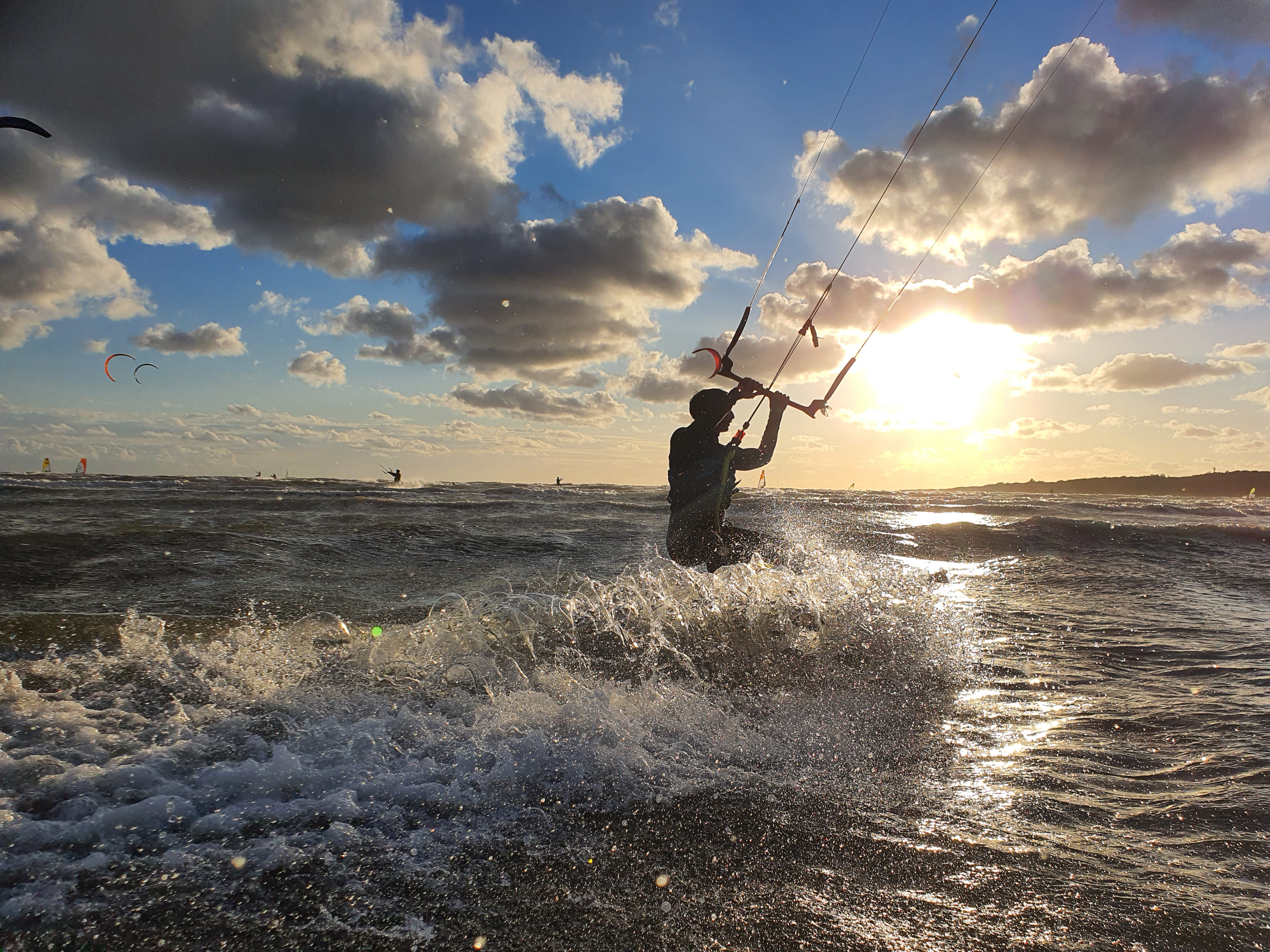
Кайтсерфінг у Варберзі, Швеція
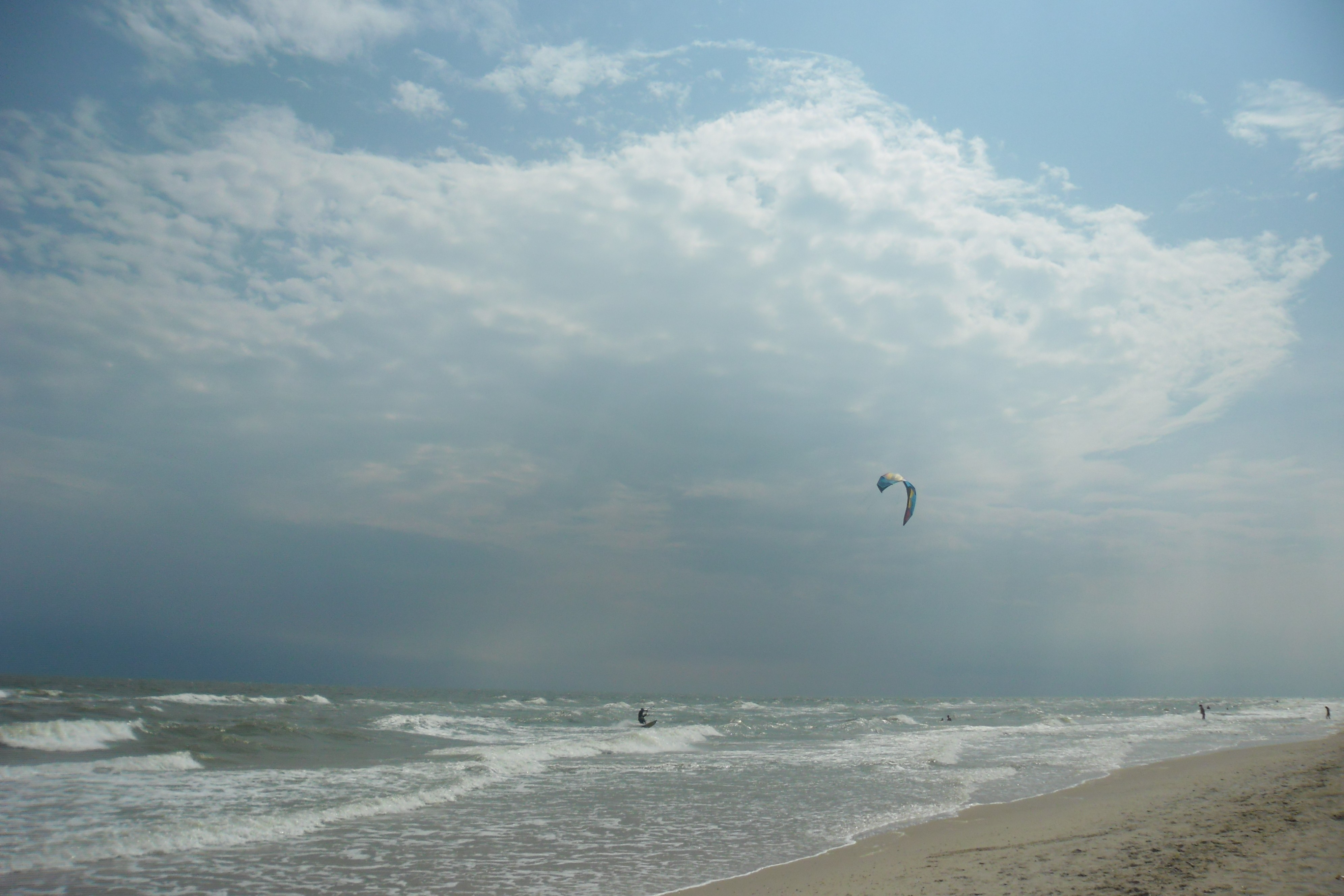
Кайтсерфінг на Азовському морі. Бердянськ, 2015
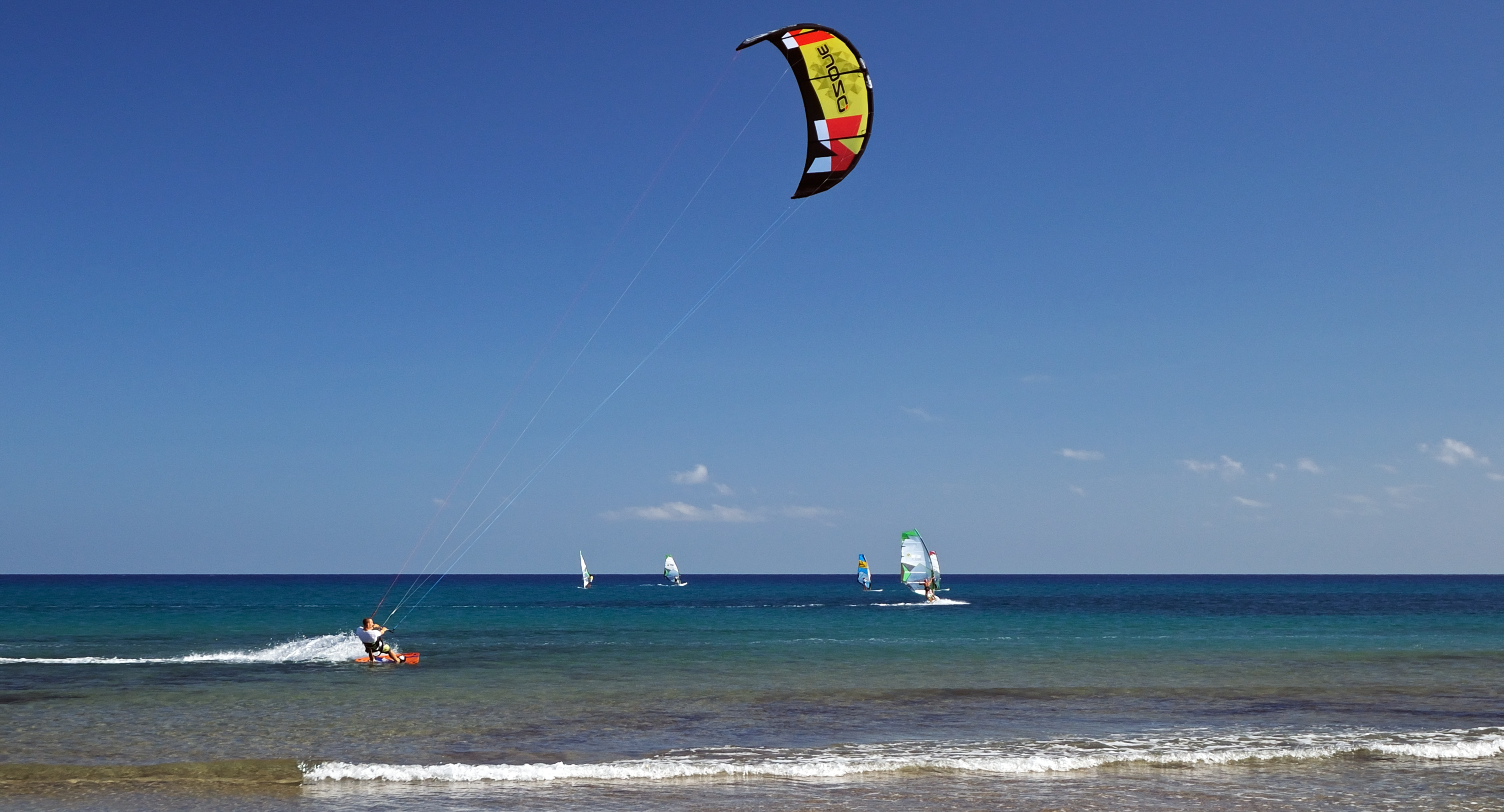
Біля Прасонісі, Родос, Греція
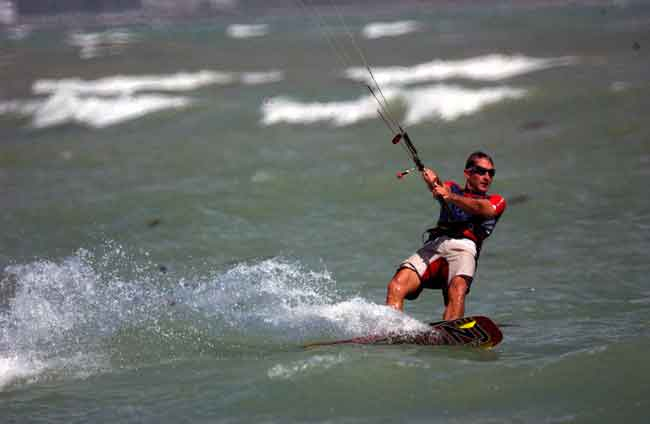
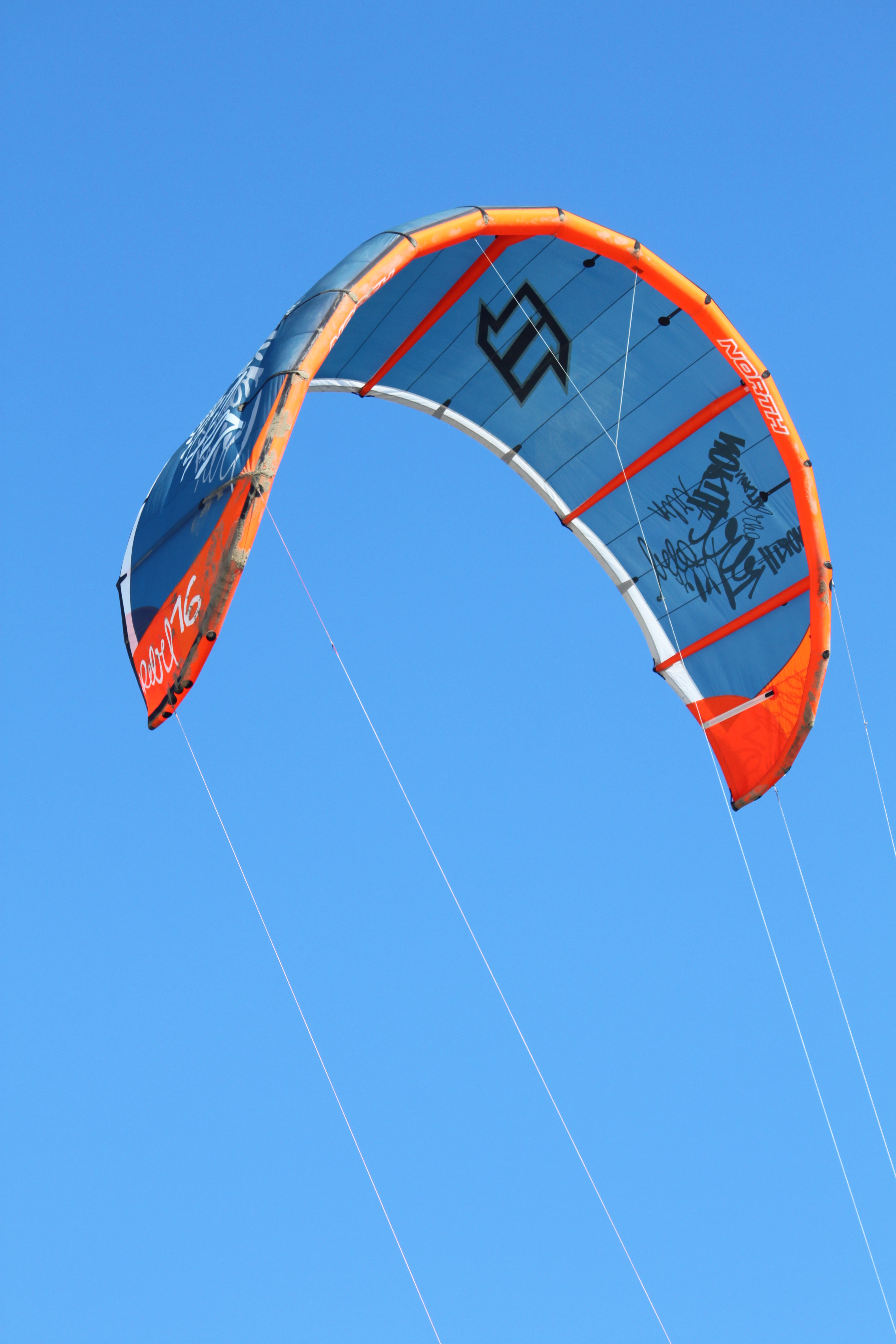